# Proasellus coiffaiti
Proasellus coiffaiti és una espècie de crustaci isòpode pertanyent a la família dels asèl·lids.

## Descripció
Cos lleugerament pigmentat (marró clar), de 8,1 mm de llargària i amb els ulls negres i ben desenvolupats.

## Hàbitat
Viu en fonts d'aigua dolça.

## Distribució geogràfica
Es troba als Pirineus: Navarra i Lapurdi (les coves de Sara).